# Torrevieja
Torrevieja (ve valencijštině Torrevella) je přístavní město nacházející se v jihovýchodním Španělsku. Torrevieja, přináležící do Valencijského společenství a provincie Alicante, se nachází necelých 50 kilometrů na jih od hlavního města provincie, Alicante. Ve městě žije přibližně 105 000 obyvatel.
Na místě dnešního města Torrevieja stávala až do 19. století pouze osada rybářů a těžařů soli. Dynamický rozvoj města v 19. století nastartovala těžba soli. V současnosti se město rychle rozvíjí především díky turistickému ruchu.

## Historie

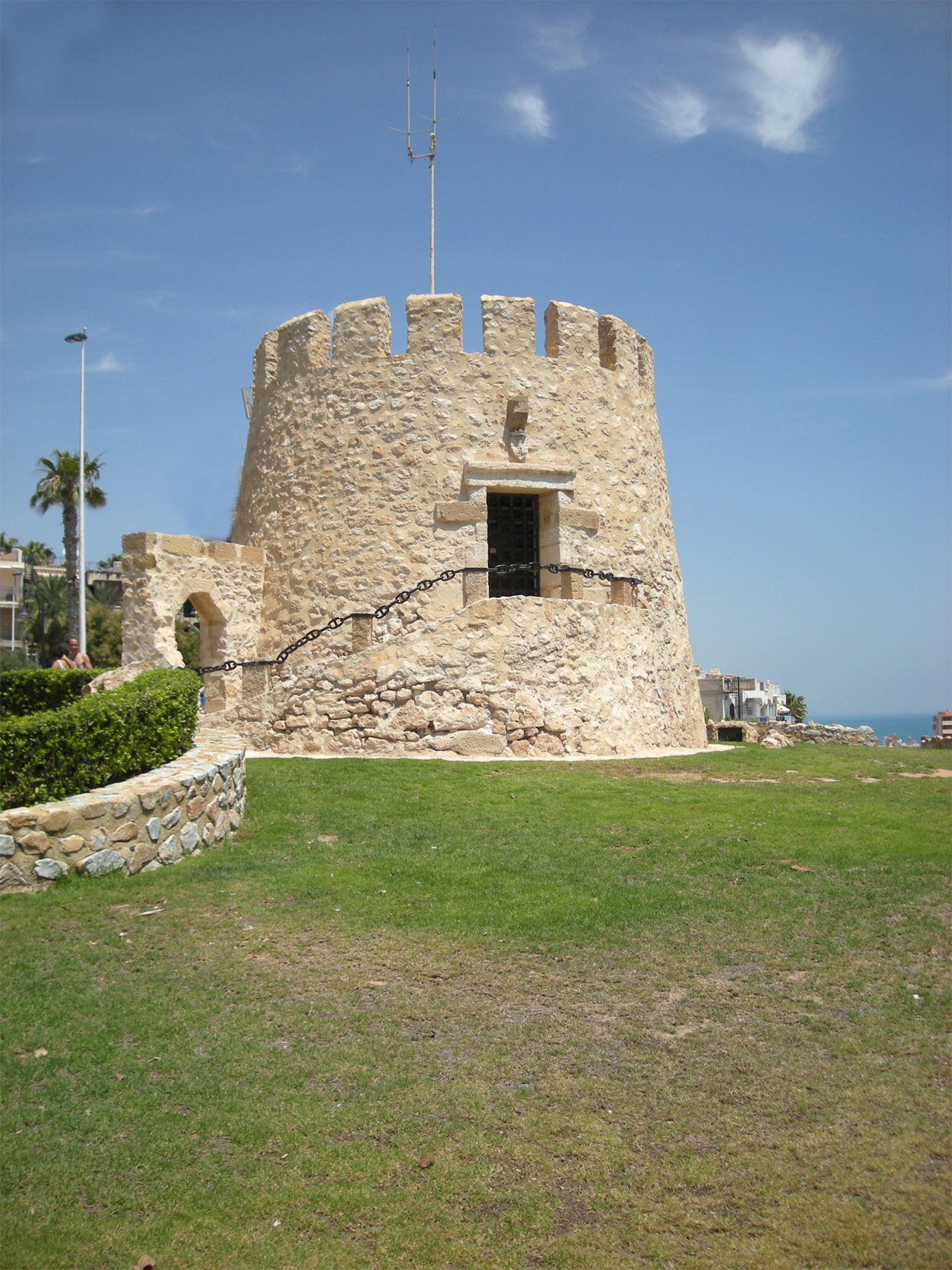
Zrekonstruovaná strážní věž, Torre del Moro

Dnešnímu městu dala své jméno starobylá strážní věž, která byla na pobřeží vystavěna jako pozorovatelna upozorňující na případné pirátské nájezdy (španělsky Torre Vieja znamená Stará věž). Zdejší věž se objevuje i na současném městském znaku. Kromě strážní věže však na místě dnešního města až do 19. století stála pouze malá rybářská osada.
Impuls pro dynamický rozvoj zdejší osady přišel teprve v roce 1803, kdy španělský král Karel IV. Španělský přikázal přesunout do Torrevieji těžiště v těžbě soli. Ačkoliv byla Torrevieja velmi poničena zemětřesením v roce 1829, dál se rozvíjela a v roce 1931 jí byl králem Alfonsem XIII. udělen status města. Obyvatelé města Torrevieja, kteří těžili z její výhodné polohy obchodovali kromě soli také s bavlnou, konopím či lnem.
V posledních desetiletích se v tomto přístavním městě významně rozšířil příjem z cestovního ruchu. Od 80. let 20. století pak rapidně vzrostl počet zdejšího obyvatelstva. Oproti přibližně 12 tisícům obyvatel v roce 1980 se populace Torrevieja do roku 2015 rozrostla na přibližně 105 000.

## Památky
- kostel Neposkvrněného početí Panny Marie (Iglesia Arciprestal de la Inmaculada Concepción)
- Muzeum moře a soli (Museo del Mar y de la Sal)
- Věž Torrevieja (Torre del Moro)

## Partnerská města
- Cádiz, Španělsko
- Oviedo, Španělsko